# Craig Cannonier

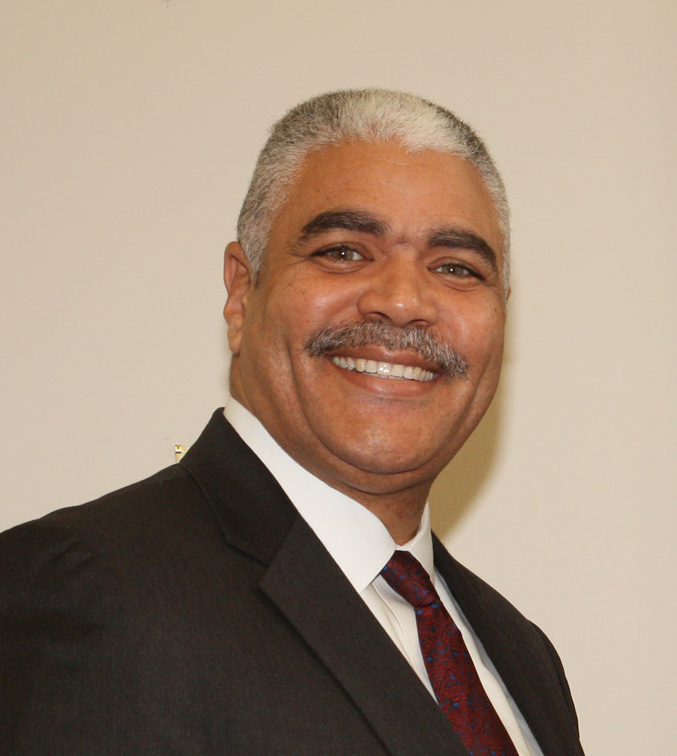
Craig Cannonier

Craig Cannonier (* 1963 in Saint David’s, Saint George’s Parish) ist ein bermudischer Politiker, Mitglied des dortigen House of Assembly, „Justice of the Peace“, sowie ehemaliger Premier des britischen Überseegebiets Bermuda. Ferner ist er Vorsitzender der One Bermuda Alliance (OBA).

## Leben
Cannonier wurde auf Saint David’s Island im Saint George’s Parish in Bermuda geboren und wuchs dort auf. Er besuchte die St Georges Preparatory school und später das Bermuda Institute. Ein Studium in Industriepsychologie an der US-amerikanischen Towson State University schloss er 1986 mit dem Grad „Bachelor of Science“ ab. Nach dem Studium arbeitete er in verschiedenen Bereichen des Retail-Managements. Er arbeitete für die MarketPlace Group und übernahm dort Aufgaben im Personalwesen, der Ausbildung und im Einkauf. Später arbeitete er für die People’s Pharmacy als Hauptgeschäftsführer. Außerdem war er bei Cable & Wireless als Relation-Manager angestellt. Am 18. Dezember 2012 wurde Cannonier in der Nachfolge von Paula Cox als Premier von Bermuda vereidigt, nachdem die One Bermuda Alliance, deren Vorsitzender er seit dem 10. September 2011 ist, die vorhergegangenen Wahlen für sich entscheiden konnte. Am 19. Mai 2014 trat er zurück. Heute ist Cannonier neben seinen politischen Aktivitäten auch als Betreiber mehrerer Esso-Läden tätig.

### Privates
Craig Cannonier ist mit Antoinette Cannonier verheiratet und hat fünf Kinder mit ihr. Beide sind Mitglieder der Marsden First United Methodist Church.